# Colletotrichum kahawae
Colletotrichum kahawae är en svampart som beskrevs av J.M. Waller & Bridge 1993. Colletotrichum kahawae ingår i släktet Colletotrichum och familjen Glomerellaceae.   Inga underarter finns listade i Catalogue of Life.